# Кристалотерапија
Кристалотерапија или лечење кристалима   псеудонаучна је метода алтернативне медицине која користи полудраго камење и кристале као што су кварц, ахат, аметист или опал да би се унела равнотежа у живот и ум појединца. Исцелитељка  Michelle Roques-O'Neil, која је радила са кристалима више од 20 година, објашњава да су „кристали различите комбинације минерала које помажу у пречишћавању, равнотежи и поновном усклађивању радећи са нашим биоенергетским системима“. Она и њене присталице верују да кристалима  могу да повећају ниску енергију, и спрече дејство лоше енергију, ослободе блокирану енергију и трансформишу ауру тела. У једној од методи, практичари кристалотерапије постављају кристале на различите делове тела, који често одговарају чакрама; или пак практичар постављају кристале око тела у покушају да изгради енергетску мрежу, за коју  тврде да окружује клијента исцељујућом енергијом. Да кристали могу да зауставе и усмере енергију присталице кристалотерапије заснивају на неразумевању њихових особина, пре свега да кристал може да производи електричну енергију када је изложен механичком напрезању. Овај феномен, који је откривен још 1880. године, познат је као пиезоелектрични ефекат, а у електронским уређајима је коришћен тек средином 20. века. Ово нема везе са наводном способношћу кристала да утичу на било који начин у нашем телу – наравно, ако изузмемо гасне упаљаче са електричним паљењем, од којих неки садрже кристал и користе пиезоелектрични ефекат и могу да нам пружи болно искуство ако искру уперимо у прст.
Иако присталице ове методе тврде да кристали имају исцелитељску моћ,  за ову тврдњу они немају ни један научни доказ, јер досадашња научна истраживања нису пронашла доказе да такве "енергетске мреже" заиста постоје, и нема доказа да исцељење кристалом има већи ефекат на тело од било ког другог плацеба.
Као и код већине трендова који поново улазе у дух времена, друштвени медији су одиграли огромну улогу у популаризацији кристалотерапије – на више начина. Тако је ова пракса која је постала популарна,с почетка 21. века, подстиче комерцијалну потражњу за кристалима. Међутим она може довести и до настанка штете по животну средину и експлоатацију дечјег рада за експлоатацију за ископавање кристала.

## Историја
Многи сајтови који промовишу лечење кристалом наводе да је историја ове праксе древна, да датира најмање 6.000 година уназад до времена старих Сумераца у Месопотамији. Древни Египћани су били међу првим документованим људима који су се украшавали кристалима — укључујући лапис лазули, карнеол и тиркиз — да би одбили болест и негативну енергију.
Први писани помени употребе лековитог камења још у антици, потиче из средњег века ( Де Лапидибус дес Псеудо-Аристотелес). У средњем веку, међутим, „лековито камење“ је било прилично специфични, упадљиви камени споменик којима су људи ходочастили у потрази за исцељењем.
На прелазу у Нови век наводи се један запис о кристалу Џона Дија (који је он наводно добио од анђел Урија у новембру 1582. године) астролога краљице Елизабете I, који је овај кристал користио у видовитости.  После Дијове смрти 1640. камен је доспео у руке лекара Николаса Калпепера (1616-1664) коме га је поклонио Дијов син Артур, као награду за излечење од олести јетре. Калпепер је кристал користио за лечење болести, али је приметио да га је његова употреба учинила слабим и искушеним (од стране демона) на развратне радње са женама и девојкама. 
За популаризацију кристалотерапије сматра се заслужним Чарлс Браун, исцелитељ из Монтане, који је наводно  једном приликом наводно открио како кристале исећи у облик који је најбољи за заштиту од биомагнетног зрачења. Ово је одмах комерцијализовао, стварајући медаљон који је рекламира као „најмоћнија заштита на планети“. Овај медаљон по тврдњама Чарлс Брауна код особе која га носи...око ње ствара  непробојан штит за све негативне вибрације – од компјутера, мобилних телефона, фена за косу, па чак и од енергије других људи.

## Основне информације
Лечење кристалом је холистички, неинвазиван систем лечења заснован на вибрационој енергији. Техника користи прецизно постављене кристале на и/или око физичког тела. Кристали се такође могу полагати у прецизне геометријске шаре (мреже) унутар околине. Кристали апсорбују, фокусирају, усмеравају, детоксикују, померају и дифузују енергију док ступају у интеракцију са електромагнетним силама и суптилним вибрацијама унутар суптилног људског или еколошког енергетског поља.
Према присталицама кристалотерапије болест је манифестација духовне, еколошке, физиолошке, психолошке, емоционалне, менталне, кармичке неравнотеже или неравнотеже предака. Лечење значи враћање ума, тела, духа и околине у хармонију, враћање природног ритма и равнотеже тела.

## Главни принципи
У лечењу кристалима, кристални исцелитељ додељује камење различите особине да лечи болести и штити од болести. Неки верују да је:
- аметист, на пример, користан за болести црева;
- зелени авентурин помаже срцу;
- жути топаз пружа менталну јасноћу.

Боје видљивог спектра, од црвене до љубичасте, повезане су са седам чакри тачака на телу. Верује се да кристали делују као канали за лечење – омогућавајући позитивној, исцељујућој енергији да тече у тело, док негативна енергија која изазива болести тече ван. Током сесије третмана, кристални исцелитељ може да постави различито камење или кристале на тело у равни са тачкама чакре, отприлике у пределима изнад главе, на челу, на грлу, на грудима, на стомаку, на цревима и на подручју гениталија.

## Супротстављени ставови
Иако стене или минерали не емитују ни више ни мање енергије у научном смислу него било који други комад материје, литература из области кристалотерапије наводи бројне минерале и њихове приписане ефекте, углавном кварцне сорте као што су аметист или оникс , али и опал , малахит, хематит и многе друге. Међутим, навођења минерала у литератури о геологији нуди много опширнију листу минерала.
Џуди Хол, у свом делу, Мала књига кристала, пише да се за кристале каже да „имају стабилан и непроменљив енергетски образац, сваки са јединственом фреквенцијом и енергетским пољем, или резонанцом“ која им даје посебна својства. Као резултат тога, „они се понашају као виљушке за подешавање“, помажући у доношењу „хармоније“ у „веома нестабилно енергетско поље људског тела“. Једноставније речено, исцељење кристалом укључује коришћење драгог камења да би се унела равнотежа у живот и ум појединца.
Кристалотерапију треба разликовати од медицинске употребе одређених минерала који имају заправо лековита својства када их пацијент апсорбује, што се креће од кристала кухињске соли (углавном хемијског састава натријум хлорида) која делује на крвни притисак до различитих активних карбоната који делују на дигестивни система, кроз елементе у траговима чији је значај у равнотежи тела сада добро утврђен. Ниједна медицинска пракса не користи макрокристале рударског порекла или минералошке колекције. Тако да једини начин научни принцип примене кристала остаје уношење асимилабилних минерала кроз дигестивни тракт (што није случај за камење које се користи у кристалотерапији).
Постоји много облика лечења за које се зна да немају никакав терапеутски ефекат осим плацебо ефекта. Међутим, иако би  ови третмани могли привремено да помогну да се особа осећате боље, нема доказа да они заиста могу да излече болести или да лече здравствена стања. Ако патите од озбиљног медицинског проблема, требало би да тражите лечење од лиценцираног лекара, а не од алтернативног исцелитеља, кристалима.
Упркос свему овоме, убедити некога ко верује у лековита својства кристала може бити изазов, и тешко им је да расправљају са људима који верују у психолошке ефекте кристала. На то сигурно утиче и чињеница да људи који се крећу ка такозваној алтернативној медицини показују све веће неповерење у професионалне лекаре што би требало да подстакне више емпатије у медицинским професијама.  То је често показатељ да лекари не испуњавамо одређену потребу - не дајемо пацијентима довољно времена, саосећања или емпатије.
Поред потенцијалних опасности за пацијенте који бирају лечење кристалом у односу на традиционалну медицину, постоје и опасности везане за производњу кристала које треба узети у обзир. Рудници у неким од најсиромашнијих места на свету су места где се неко од драгог камења набавља према извештају из 2019. у „Гардијану. Мадагаскар је, на пример, забележио повећање извоза драгуља и племенитих метала од 170% између 2016. и 2017. године, што га чини једним од водећих произвођача поред много већих земаља попут Индије и Кине. Међутим, 80% кристала копају мале групе и породице за мало новца и без регулације у регионима са лошим приступом води, струји или другим погодностима.